# Colpodea
Los colpódeos (Colpodea) son una clase de protistas del filo Ciliophora comunes en agua dulce y en el suelo. Los cilios corporales son típicamente uniformes y están soportados por dicinétidas de estructura característica, con cilios sobre ambos cinetosomas. La boca puede ser apical o ventral con policinétidas asociadas más o menos prominentes. Muchas especies son asimétricas, con las células enroscadas hacia un lado, que se desenroscan previamente a la división, que a menudo tiene lugar en quistes. Colpoda, con células de forma arriñonada y común en ambientes ricos en materia orgánica, es representativa del grupo.
La mayoría de los ciliados inicialmente clasificados aquí eran considerados Trichostomatia avanzados, con la asunción de que carecían de cilios orales verdaderos. Sin embargo, Bursariomorphida (grandes depredadores con cavidad bucal que forma un bolsillo anterior profundo), eran incluidos en Heterotrichea debido a sus prominentes policinétidas orales. La clase moderna fue definida por Small y Lynn en 1981, basándose principalmente en la estructura de las cinétidas corporales.